# Ragazza con velo
La Ragazza con velo (o Ritratto Wrightsman) è un dipinto a olio su tela (44,5x40 cm) di Jan Vermeer, databile al 1666-1667 circa e conservato nel Metropolitan Museum of Art di New York. È firmato "IVMeer" in alto a sinistra.

## Storia
Tra i generi della pittura olandese i tronien, ovvero ritratti in costume antico o esotico per raffigurare personaggi storici, biblici o antichizzanti, erano piuttosto frequenti. Vermeer vi si dedicò diverse volte: nell'inventario dei beni della sua famiglia del 1676 figurano "tronien dipinte alla moda turca" e ancora nel catalogo dell'asta Dissius (1696) si parla di tronien di sua mano ai numeri 38, 39 e 40.
Nessuna di queste tracce è però collegabile con sicurezza al dipinto, sebbene per l'atmosfera familiare della giovanissima ragazza sia stata avanzata l'ipotesi che si tratti della figlia maggiore del pittore, di nome Maria o Maertge, all'epoca di dodici/tredici anni, e che quindi il dipinto fosse uno dei due tronien dell'inventario del 1676.
La prima menzione certa dell'opera risale comunque al 1829, nelle collezioni del principe August d'Arenberg a Bruxelles. La tela, tenuta nascosta durante la prima guerra mondiale, fu in seguito messa in vendita approdando negli Stati Uniti tra il 1955 e il 1959, dove fu acquistata dai coniugi Charles e Jayne Wrightsman, che nel 1979 ne fecero dono al museo newyorkese.

## Descrizione e stile
L'opera è vicina per impostazione e alcuni dettagli (come lo sfondo scuro, l'orecchino di perla o il copricapo che ricade in una fascia fino alla spalle, la rotazione del capo e l'accostamento di azzurri e gialli) alla Ragazza con turbante, sebbene la modella sia meno bella e più giovane, con un volto da adolescente dal sapore ancora fanciullesco. Il suo viso caratteristico, dalla fronte alta e spaziosa, richiama figure presenti in altre opere dell'artista, come la Donna che scrive una lettera.
Il fondo scuro si ritrova, oltre che nella citata altra Fanciulla, in alcuni ritratti coevi, come il Ritratto della moglie dell'artista di Frans van Mieris il Vecchio (National Gallery di Londra, 1666-1667 circa).